# Kloster Bišnja

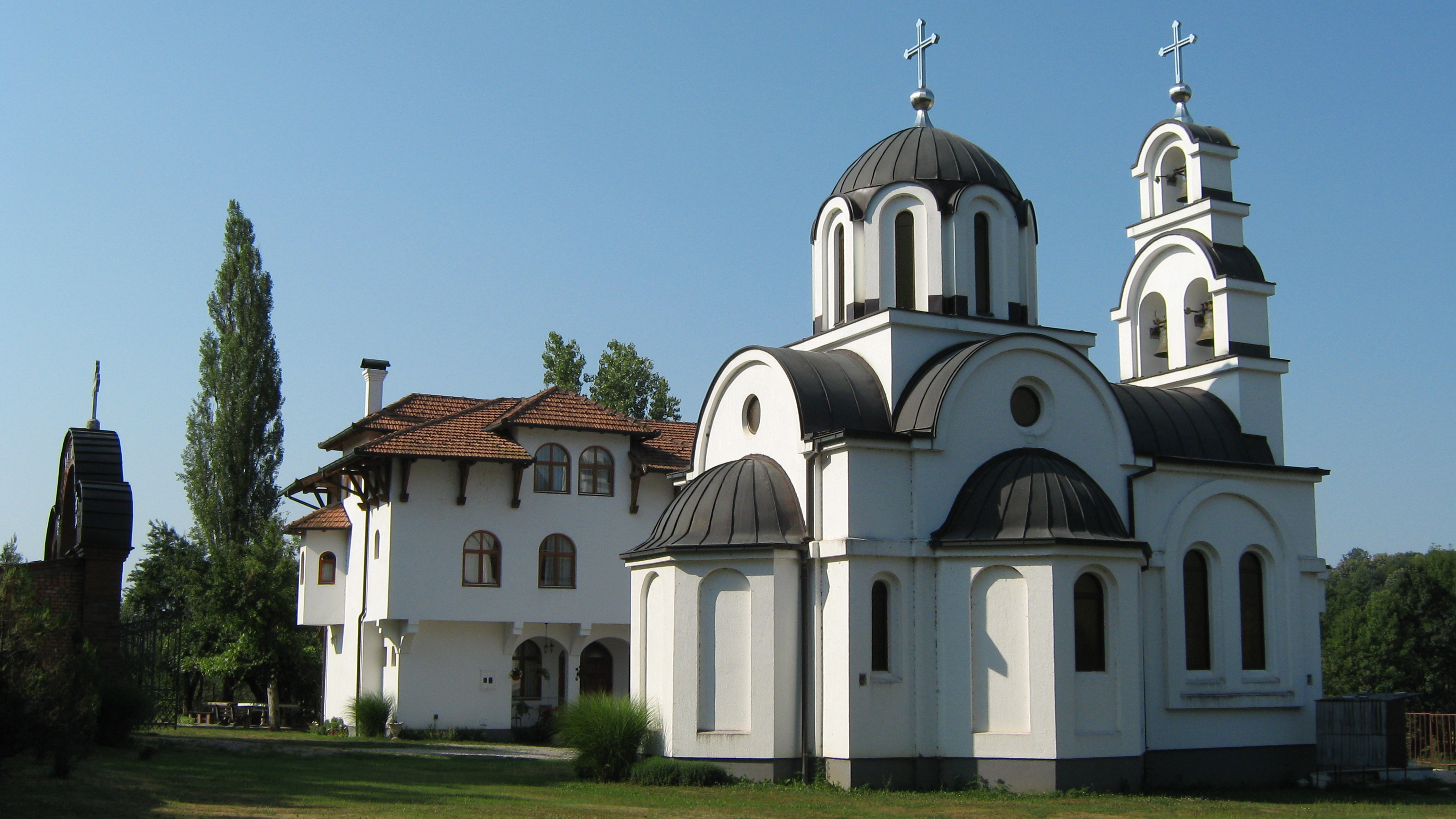
Kirche des Klosters Bišnja, Donja Bišnja, Serbien.

Das Manastir Bišnja (serbisch-kyrillisch Манастир Бишња, wiss. Transliteration Манастир Бишња, dt.: Kloster Bischnja, en.: Bišnja Monastery) ist ein serbisch-orthodoxes Kloster in Donja Bišnja, 5 km von der Stadt Derventa, in der Republika Srpska in Bosnien und Herzegowina. Es wurde mit Hilfe von Ratko Đekić (dem ktitor - ктитор/Stifter) aus San Diego, Kalifornien erbaut und ist Mariä Schutz und Fürbitte (Покров Пресвете Богородице - Pokrov Presvete Bogorodice) geweiht.

## Geschichte
Der Bau begann im Jahr 2002 auf dem Land, das Đekić der serbisch-orthodoxen Kirche geschenkt hatte, und das Kloster wurde am 18. Juni 2006 geweiht. Seine ersten Bewohner waren zwei Mönche, die aus dem Kloster Ozren (Manastir Ozren, serbisch-kyrillisch Манастир Озрен) und dem Kloster des Heiligen Basilius von Ostrog (Manastir Sveti Vasiliie Ostroški, serbisch-kyrillisch Манастир Свети Василије Острошки), Bijeljina, kamen. Die Fresken in der Kirche wurden 2011 fertiggestellt. Das Kloster besitzt einen Obstgarten mit 1800 Apfel- und Birnbäumen, aus deren Früchten die Mönche Rakija herstellen.